# International Journal of Cardiology
Das International Journal of Cardiology, abgekürzt als Int. J. Cardiol., ist eine wissenschaftliche Fachzeitschrift, die vom Elsevier-Verlag veröffentlicht wird. Die Zeitschrift ist mit der International Society for Adult Congenital Heart Disease verbunden. Die erste Ausgabe erschien 1981. Derzeit erscheint die Zeitschrift zweiwöchentlich. Es werden Original- und Übersichtsarbeiten aus allen Bereichen der Kardiologie veröffentlicht.
Der Impact Factor lag im Jahr 2014 bei 4,036. Nach der Statistik des ISI Web of Knowledge wird das Journal mit diesem Impact Factor in der Kategorie Herz-Kreislaufsystem an 29. Stelle von 123 Zeitschriften geführt.
Chefherausgeber ist Andrew J. S. Coats (University of Warwick, Vereinigtes Königreich).